# زبان ایرولا
زبان ایرولا زبانی‌است از خانوادهٔ زبان‌های دراویدی که گویشوران آن از مردمان ایرولایند که در کوه‌های نیلگیری در ایالت‌های تامیل نادو و کارناتاکا در هند می‌زیند. 